# Daniele Petruccioli
Daniele Petruccioli (Roma, 10 marzo 1970) è un attore e traduttore italiano.
È noto principalmente come attore di fiction televisive attivo tra gli anni novanta e gli anni duemila. A partire dal 2005, collabora con diverse case editrici come traduttore e revisore dal portoghese, francese e inglese.

## Biografia
Nel 1985 entra a far parte di uno dei primi gruppi di teatro gestuale e sperimentale della capitale, Il circo a vapore, specializzandosi in tecniche circensi, mimo classico e acrobata. A diciotto anni vince il concorso per entrare all'Accademia nazionale d'arte drammatica Silvio D'Amico di Roma, diplomandosi tre anni più tardi in tecniche teatrali e della recitazione.
Nel 1996 è nel cast della prima stagione della serie televisiva Il maresciallo Rocca in onda su Rai Due con Gigi Proietti, interpretando il ruolo del carabiniere Antonio Fait. Il suo personaggio esce presto di scena per poi rientrarvi nel 2001, nel corso della terza stagione, come il carabiniere Andrea Fait, gemello del defunto Antonio, e restandovi stabilmente fino alla miniserie conclusiva Il maresciallo Rocca e l'amico d'infanzia, andata in onda nel 2008 su Rai Uno. Nel 2000 entra nel cast della soap opera Incantesimo, nel ruolo dell'anestesista Pietro Mei per la terza e quarta stagione, e rientrando poi nel cast della settima e ottava stagione con il ruolo del dottor Claudio Rondi.
Ha conseguito la laurea magistrale in lingua e traduzione portoghese e brasiliana all'Università degli Studi della Tuscia di Viterbo nel 2008. Dal 2009 al 2013 ha insegnato lingua e traduzione portoghese e brasiliana presso l'Università degli Studi di Roma Tor Vergata, mentre dal 2016 è docente di teoria e traduzione e traduzione editoriale all'Università degli Studi Internazionali di Roma.

## Filmografia

### Cinema
- La via del cibo, regia di Eugenio Donadoni e Paolo Ippolito (1994)

### Televisione
- Il caso Dozier, regia di Carlo Lizzani (1993)
- Il maresciallo Rocca, regia di Giorgio Capitani e Lodovico Gasparini (1996)
- Linda e il brigadiere, regia di Gianfrancesco Lazotti (1997)
- Due per tre, regia di Marco Mattolini (1999)
- Incantesimo 3, regia di Tomaso Sherman (2000)
- Cuccioli, regia di Paolo Poeti (2002)
- Il maresciallo Rocca 3, regia di Giorgio Capitani e José María Sánchez (2001)
- Incantesimo 4, regia di Alessandro Cane e Leandro Castellani (2001)
- Don Matteo 3, regia di Enrico Oldoini (2002)
- Il maresciallo Rocca 4, regia di Giorgio Capitani e Fabio Jephcott (2003)
- Il bello delle donne 3, regia di Maurizio Ponzi (2003)
- Incantesimo 7, regia di Alessandro Cane e Tomaso Sherman (2004)
- Il maresciallo Rocca 5, regia di Giorgio Capitani e Fabio Jephcott (2005)
- Incantesimo 8, regia di Tomaso Sherman e Ruggero Deodato (2005)
- Giovanni Paolo II, regia di John Kent Harrison (2005)
- Ho sposato uno sbirro, regia di Carmine Elia (2008)
- Il maresciallo Rocca e l'amico d'infanzia, regia di Fabio Jephcott (2008)

### Cortometraggi
- Un buco nell'acqua, regia di Simone Pierini (1996)
- Poppalappio, regia di Alessandro Merluzzi (2001)
- La pubblicità intelligente, regia di Alessandro Merluzzi (2002)